# Vieux-Goa
Pour les articles homonymes, voir Goa (homonymie).
Vieux-Goa (en portugais : Velha Goa) est une cité historique de l'État de Goa dans le district de Goa Nord, comptant 5 411 habitants en 2001. L'ensemble des églises et couvents de Goa qui, comme « site et groupe de monuments » furent classés en 1986 au patrimoine mondial de l'Unesco, se trouve en fait à Vieux-Goa.

## Géographie
Vieux-Goa se trouve sur la rive sud du fleuve Mandovi, face à l'île de Divar (en), à moins de 10 km à l'Est de Panaji, la capitale de l'État.

## Histoire
Elle était, sous le nom d'Ela, la capitale de la région sous le règne de Yusuf Âdil Shâh. Elle faillit même devenir la capitale du royaume de Bîjâpur, mais l'arrivée des Portugais en décida autrement. Ceux-ci en firent une cité qu'on surnomma « la Lisbonne de l'Orient » : elle rassemblait plus de 60 000 habitants ! En 1759, le siège de la Vice-royauté de l'Inde fut déplacé à Panaji. Après avoir perdu son statut de capitale en 1843 et le déplacement de sa population, Goa devint le « Vieux Goa » et déclina rapidement au XIXe siècle quand une épidémie de choléra dévasta la région.
Aujourd'hui encore, de nombreux catholiques visitent à Vieux-Goa la basilique du Bon Jésus, où se trouvent les reliques du saint missionnaire François Xavier, la cathédrale Sainte-Catherine et d'autres édifices religieux anciens.

## Patrimoine de l'Unesco
Les « Églises et couvents de Goa », un site et groupe de monuments classés en 1986 au patrimoine mondial de l'Unesco, se trouvent quasi tous à Vieux-Goa. Ce sont :
- La basilique du Bon Jésus
- La cathédrale Sainte-Catherine.
- La maison professe de Goa.
- L'église Saint-François d'Assise.
- La chapelle Sainte-Catherine.
- L'église Saint-Gaëtan
- La tour Saint-Augustin
- La chapelle Saint-Xavier.